# 紗紙契 (澳門)

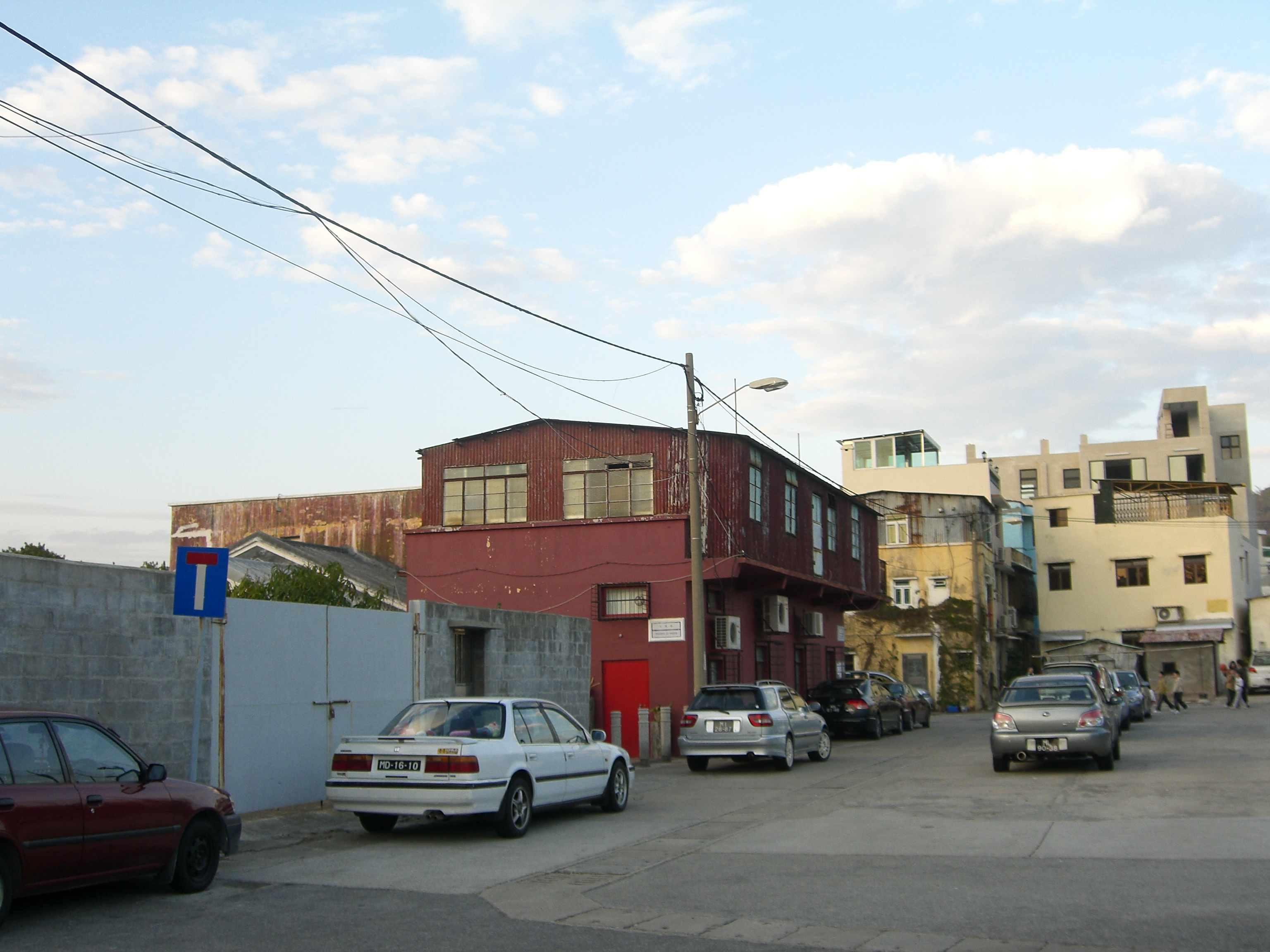
路環市區的房屋，當中有不少涉及紗紙契

澳門的紗紙契源於中國古時出現的一種土地契約，而目前已知最早在澳門出現的紗紙契可追溯到清朝。澳門在被葡萄牙佔領前，尤其是氹仔和路環，已有不少土地是以紗紙契作為主要的土地業權憑據。
在氹仔和路環納入葡萄牙管治後，部份原居民卻沒有將所屬房地產業權向當時的澳葡政府民事登記局註冊立案，故此有關部門並無這些土地的地權證明文本，不過土地及其上蓋房屋的業權仍然由原居民代代相傳的情況下繼承，結果引發其後的社會問題。紗紙契的歷史遺留問題至今仍持續，未有完滿解決。

## 釋義

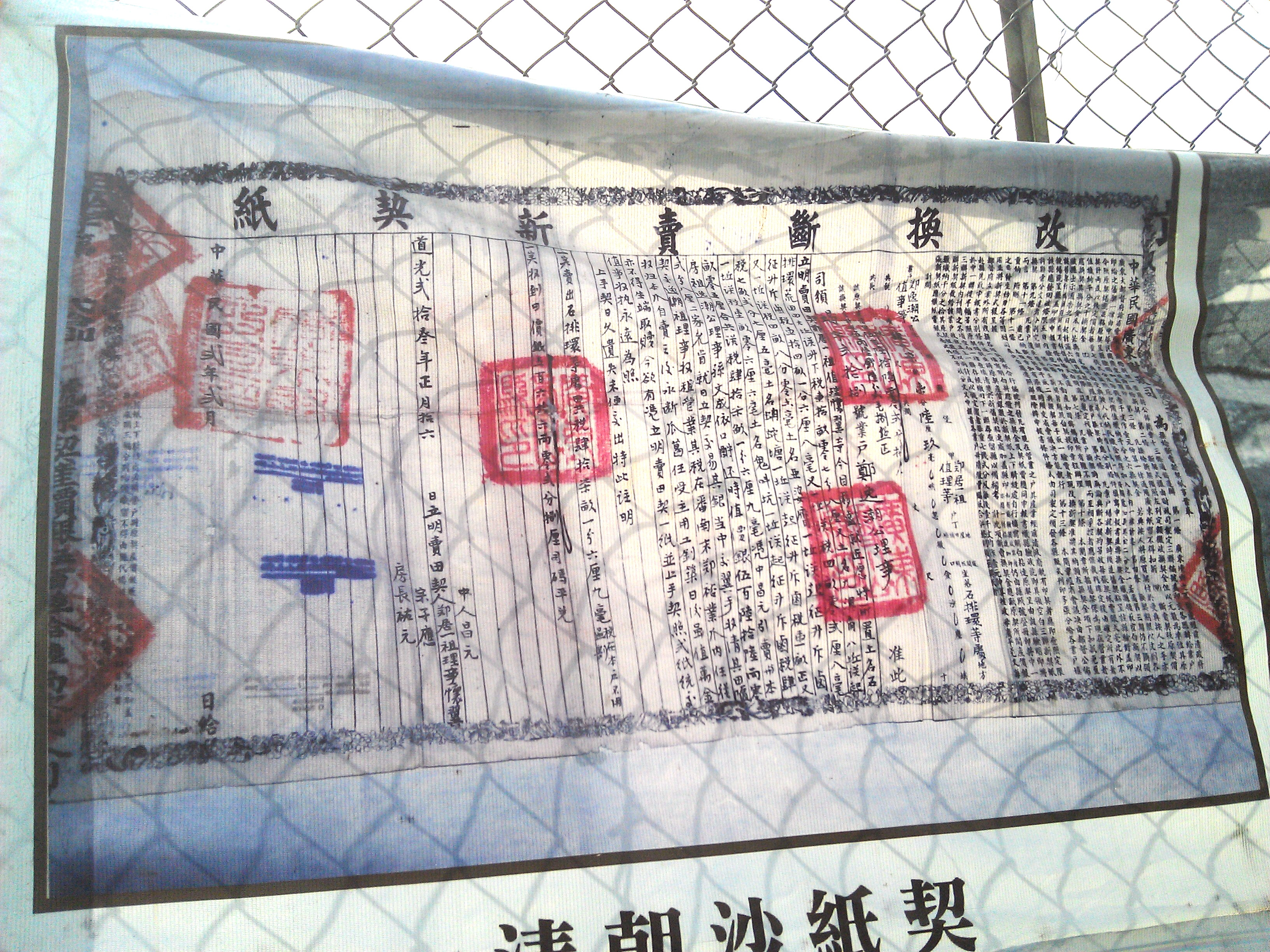
路環九澳村民展示一張原立於清道光廿三年（1843年）後於民國二年（1913年）改換成北洋政府承認的紗紙契

「紗紙」，是一種防潮耐存的紙，從前主要被用作製造燈籠，而「紗紙契」就是指用這種紙張寫下的契據。在澳門，有些媒體和組織有時把「紗」誤寫成「沙」，變成沙紙契，可能是兩字同音的緣故。但「沙紙」是指一種表面上固定了沙粒的紙，主要用來打磨物件，與「紗紙」實為不同。

## 種類
在澳門出現過的紗紙契主要有兩種。第一種為「紅契」，是由清朝香山縣政府發出的契據，契上蓋有官府紅印。另一種是「私人契」，是坊間私人買賣土地的契據，立契時只須由一位輩份高或有一定社會地位的人士作見證，但沒有官府紅印。
不過後來還出現了兩種情況：第三種則是「稟紙契」，是貼有澳葡政府印花、寫有中間人簽名的契據，不過立並契過程沒有經過澳葡官方認可的手續。第四種是「默認契」，這種則較特殊，並沒有立下任何實質契據，因為「默認契」的土地其實是由私人擅自開荒，不過該土地附近的居民對此又無異議或糾紛，便「默認」了該地為該開荒者所有。
嚴格來說，後兩種並不屬於紗紙契，不過其日後要面對的問題與紗紙契差不多，而且問題也被一併與前兩種處理。
（下文所述的「紗紙契」，如無特別注明均涵蓋以上四種契約）

## 歷史沿革

### 源起
澳門的紗紙契最早可追溯至清朝，按2007年發表於《澳門理工學報》的一篇論文所述，紗紙契在澳門至少在100年之前已經出現（以該論文的發表年份計起）。在澳葡政府佔領氹仔和路環（下簡稱「路氹」）之前，這裏已有不少的所謂「紗紙契土地」（下稱「紗紙地」）（當時只有紅契和私人契）。及至19世紀中後期路氹被佔領，但這種立契方式仍維持了一段很短時間，因為當時路氹居民未肯承認葡萄牙的管治，居民進行土地交易依然前往香山縣衙門立契。直至1887年，滿清政府與葡萄牙簽訂《中葡和好通商條約》，清廷正式承認澳葡政府，澳葡才敢把澳門土地視為政府所有。

### 路氹被佔後的紗紙契地位
不過，澳葡政府佔領氹仔（1851年）和路環（1864年）時，相關的法律制度也隨之而變，根據當時的《民法典》規定，業主不明的不動產均會被視作政府所有。另一方面澳葡得到清政府承認後，便開始否認清廷以往在澳門批下的契據，包括紗紙契，而只承認由澳葡政府發出的地契（俗稱「西契」）。不過仍准予居民把手持的紗紙契透過在當時民事登記局的公證部門（該公證部門即今物業登記局）辦理手續轉化為西契。
經過多年，澳門半島的紗紙契基本上都已得到登記，但在氹仔和路環，仍有部份土地因為持有人以土地尚未發展為由而未進行登記。不過這些紗紙契卻繼續代代相傳，而澳葡當局對此也未多加理會。
時至1979年4月7日，澳葡政府發出公報表示地圖繪製研究委員會（今地圖繪製暨地籍局）會在路氹進行土地測量和核定地權，更表明不承認紗紙契的合法性，結果引起路氹居民的強烈不滿。同月26日，有關當局召開記者會要求紗紙契持有人及早確定地權。

### 合法化之契機與錯過
原來當時的相關法律也有規定，若辦理價值澳門幣16000元以下的不動產登記，須先向法官申請。而申請時要遞交申請書、契約、欲申請之土地在物業登記局無人登記的証明、以及該地在財政廳公鈔局未有房屋註冊的証明，和提出最多五名證人。後經法官聆閱案件，登報示眾。如無人提出反駁，經法官裁定後，申請人便可取得該土地的業權，獲得該地的西契。若登報後有反駁者，申請人須出示更多的証明文件，交由法官作出裁決。如辦理價值達澳門幣16000元或以上的登記，則須另聘律師辦理上述手續。
假若並無任何土地證明文件，不過某地段已被善意佔有達15年或惡意佔有達20年，佔有人則可向法院以取得時效為由而取得該地的業權。
另外，當時的《土地法》也有規定：「對由私人以公開、和平及不間斷地佔有都市房地產超20年的，推定為本地區長期租用，同時也明確規定可以根據民法規定，以時效取得相關的利用權」，這稱為「和平佔有」。
如按上述情況，第一種手續可基本解決紅契、私人契和稟紙契，後一種則可解決默認契，「和平佔有」則四種契都可能解決。雖然這是一個可以基本上解決這些問題的契機，不過仍有不少紗紙契持有人沒有辦理如上手續以取得合法業權，也沒有申請「和平佔有」。

### 過渡期前後
1980年澳葡政府修改《土地法》，在法律中表明即將對紗紙契制定法律制度。1987年中華人民共和國與葡萄牙簽訂《中葡聯合聲明》，後來成立了中葡土地小組，曾對紗紙契等問題進行研究，而坊間和社會人士都希望可以在澳門回歸前解決此等問題，可是問題最終還是交托給回歸後的澳門特區政府。
在《中葡聯合聲明》簽訂至澳門回歸期間（即「過渡期」），1989年路氹居民自發組織「紗紙契關注組」，並在當年11月做了一項調查，發現路氹的「紗紙契土地」的面積合共約40萬平方米。後來也不時發生土地被圈佔的情況，使紗紙契問題惡化。

### 回歸後
至1999年澳門回歸後，紗紙契問題的解決也幾近毫無進展，主要是因為此種契約的真偽難以考證。而官方初期也只是以特別個案方式解決了極少量的紗紙地權，但其他的也顯得束手無策。直至2008年，政府宣佈會按照《澳門基本法》處理紗紙契問題，但這變相是不承認紗紙契，因為《澳門基本法》第七條規定，除回歸前已依法確認地權的土地外，澳門特區境內的土地屬國家所有，由於這些紗紙契土地在澳葡時期都未有得到確認，所以土地屬於國有。

## 影響
紗紙契問題長久以來對氹仔和路環的發展有着負面影響，由1968年路氹連貫公路落成至1990年代初，縱使澳葡當局在期間推出連串的海島建設計劃，但路氹的發展速度仍是非常緩慢，一部份都歸咎於紗紙契的合法性問題未解決。而且，更影響到一些旅遊景點發展周邊配套。其中一些典型例子，如政府曾計劃在路環媽祖文化村興建登山纜車，卻因為纜車會途經一些紗紙契地段而讓計劃失敗。
另2008年底澳門政府決定在氹仔「TN27」地段興建經濟房屋，但後因該地段包括有被聲稱是紗紙契的土地而受到阻滯。

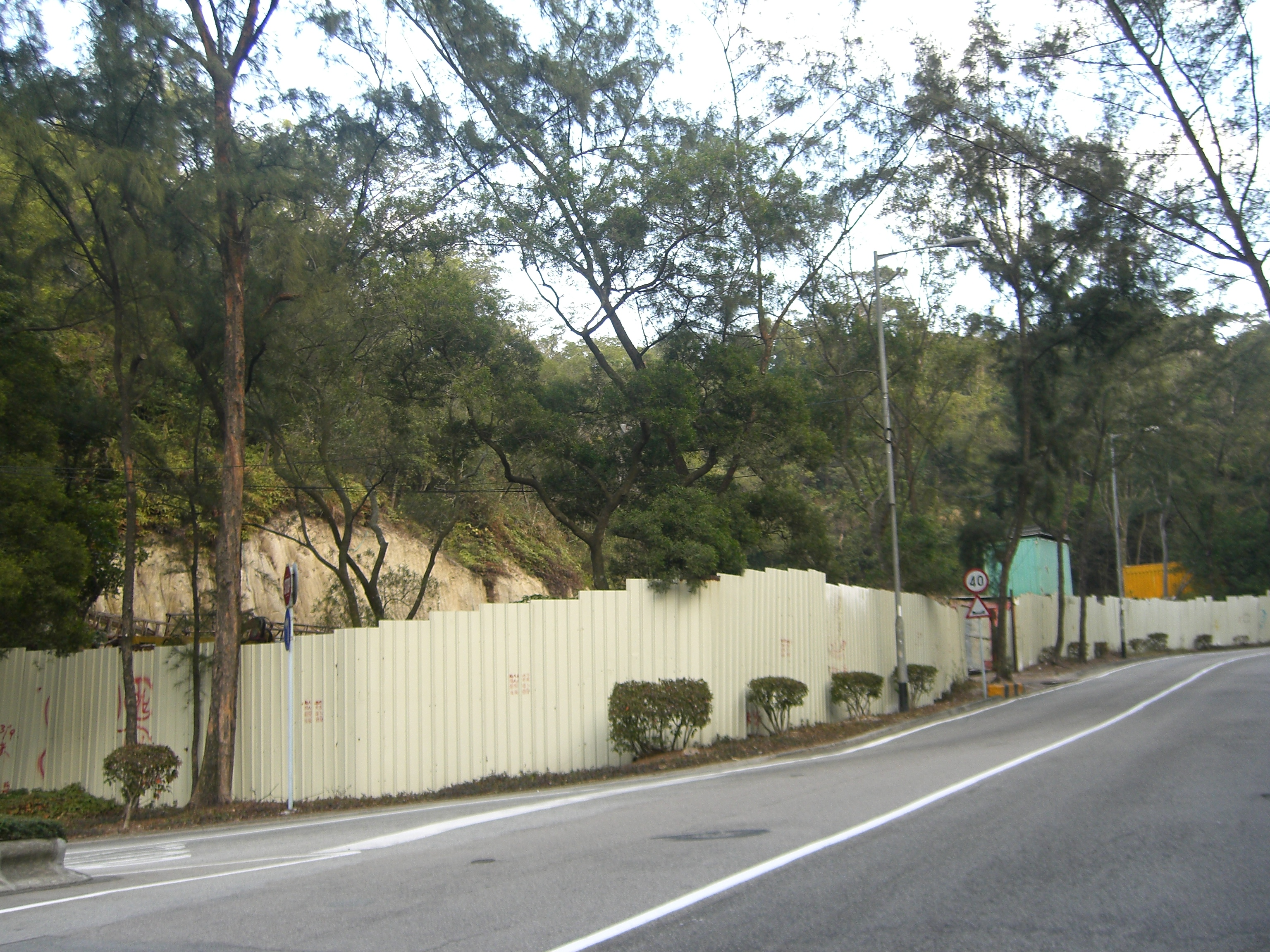
路環黑沙附近的一幅紗紙地段

紗紙契問題也不利於官民間之關係。紗紙契持有人希望取得合法業權，但政府（不論是澳葡政府或澳門特區政府）又不承認紗紙契，官民間互相矛盾。紗紙契持有人擔心會否失去地權，又或在紗紙地上建設的樓房（多為舊樓）會否被拆去。雖不時有人在擁有的紗紙地（有些可能只是宣稱）進行圍板和開墾，卻又被政府視為違法而敕令拆除。在2007年5月，回歸後首次因為紗紙契而爆發官民衝突——一幅位於路環黑沙海灘附近的紗紙地段，因為當局指該地段的佔有人破壞山體，派員到場進行圍板清拆，引起路環村民不滿；村民在場拉起橫額抗議，並即場展示其契據以宣示土地業權。
再者，紗紙契的問題也引起非法佔地問題，有些人企圖借紗紙契問題把原先不屬於自己的土地佔為己有（俗稱「圈地」）。有路環村民更指有黑社會成員加入圈地行列，分化村民，導致村民間的關係緊張，亦使紗紙契問題進一步加劇。

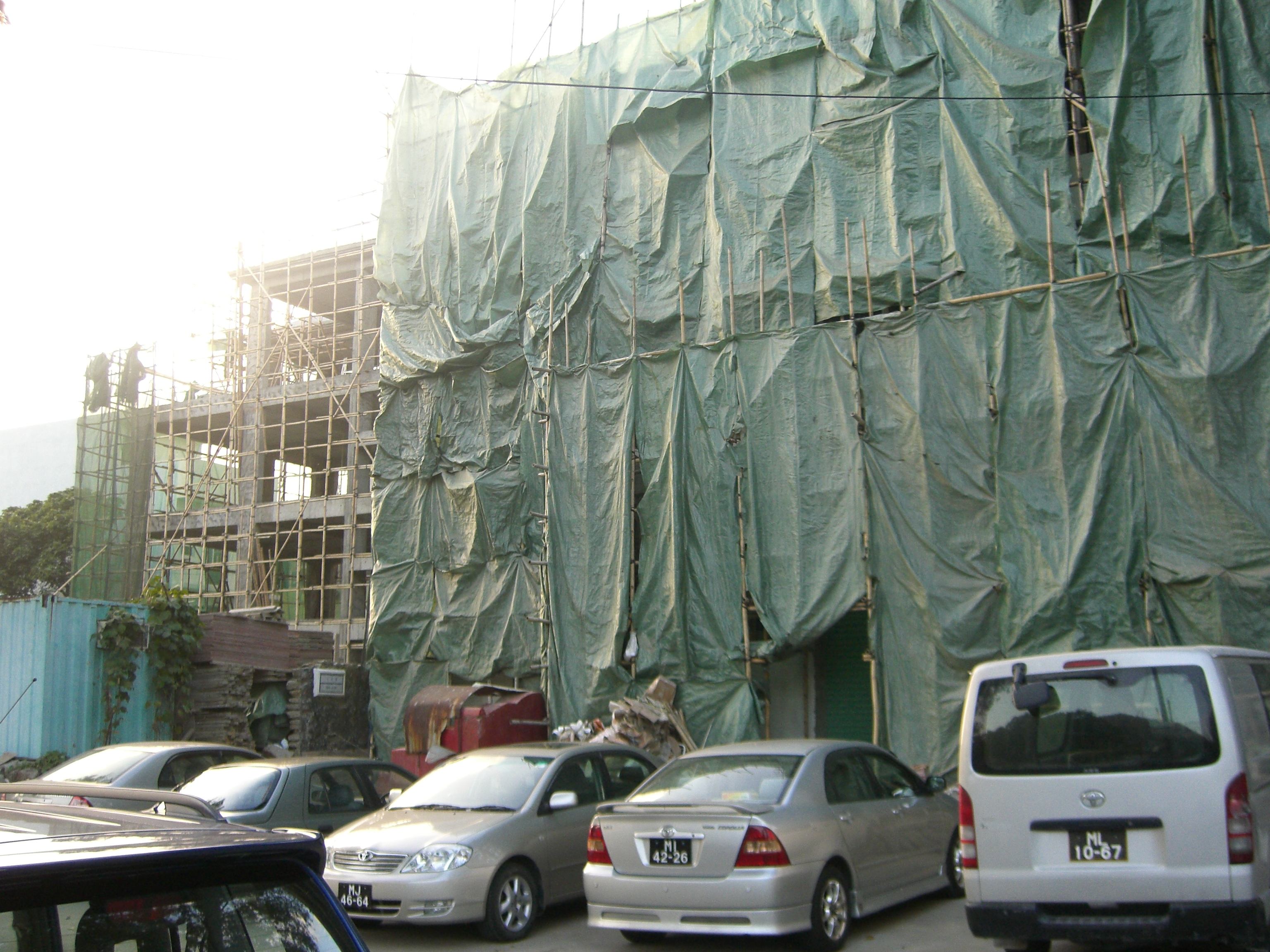
路環市區一間當時正在修建的紗紙地房屋，2007年因為被村民指修建時超出土地範圍，曾一度停工

至於紗紙地上的房屋，也因為紗紙契的合法性問題，使這些業主難以申請合法的工程准照以進行維修，導致這些樓房殘破不堪。結果在2007年5月底，路環市區一座在紗紙地上的房屋發生倒塌事故，政府才宣佈會酌情處理紗紙地房屋的維修批准，不過一再強調不能在這些土地上建新的房屋。

## 政府態度
澳葡政府和澳門特區政府不承認紗紙契，但遲遲未能就紗紙契的相關問題提出解決方案，也埋下了問題的伏線。儘管澳葡政府1980年修改《土地法》時表明會在將來為紗紙契定立法律制度，可是至今仍沒有提出一個完整的法案。中葡土地小組也是把紗紙契問題拖延並留給後來的澳門特區政府。而澳門回歸後，特區政府雖一再強調會正視問題，路氹居民雖多次去信政府和與有關當局進行座談會等行動，可是政府始終沒有得出一個完滿方案，而且某程度上也在迴避問題，只欲保留現狀。紗紙契的歷史遺留問題要得到完滿解決，澳門坊間與學者都相信仍需要一段很長時間。

## 備註
1. ↑  《澳門基本法》第七條規定：「澳門特別行政區境內的土地和自然資源，除在澳門特別行政區成立前已依法確認的私人土地外，屬於國家所有，由澳門特別行政區政府負責管理、使用、開發、出租或批給個人、法人使用或開發，其收入全部歸澳門特別行政區政府支配。」[參⁠ 23]
2. ↑   註: